# Море Співдружності

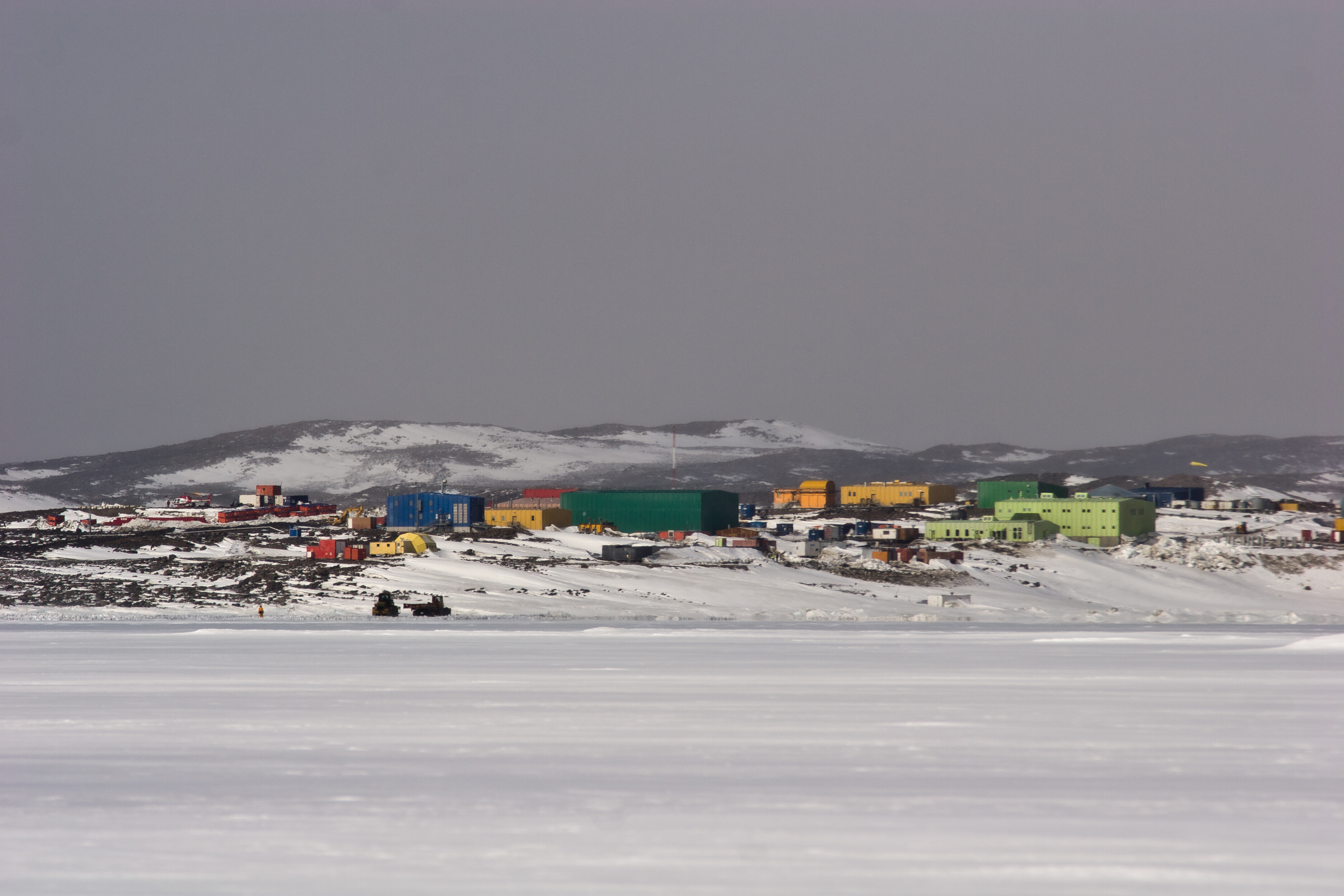
Австралійська анатарктична науково-дослідницька станція Дейвіс

Море Співдружності (англ. Cooperation Sea, Sodruzhestvo Sea) — море в Південному океані. Площа 258 тис. км². У південній частині глибини менше 500 м, у північній становить понад 3000 м. Вкрите дрейфуючими крижинами і великою кількістю айсбергів, часто дуже великих. На антарктичному березі працюють австралійські наукові антарктичні станції Моусон і Дейвіс. Крижані береги на значних ділянках дуже рухомі. У результаті відколу гігантського айсберга від шельфового льодовика Еймері в 1964 берег в затоці Прюдс вздовж 160 км відступив на 60—70 км.
Море було назване в 1962 році учасниками радянських антарктичних експедицій на честь спільних дослідницьких робіт експедицій різних держав в Антарктиці.

## Клімат
Прилегла до узбережжя Антарктиди акваторія моря лежить в антарктичному кліматичному поясі, відкриті північні частини моря — в субантарктичному. Над південною акваторією моря цілий рік переважає полярна повітряна маса. Сильні катабатичні вітри. Льодовий покрив цілорічний. Низькі температури повітря цілий рік. Атмосферних опадів випадає недостатньо. Літо холодне, зима порівняно м'яка. Над північною відкритою частиною моря взимку дмуть вітри з континенту, що висушують і заморожують усе навкруги; влітку морські прохолодні західні вітри розганяють морську кригу, погіршують погоду.
Над морем Співдружності дмуть найшвидші вітри на поверхні Землі — до 320 км/год.

## Біологія
Акваторія моря належать до морського екорегіону Східна Антарктика — Земля Вілкса південноокеанічної зоогеографічної провінції. У Зоогеографічно донна фауна континентального шельфу й острівних мілин до глибини 200 м належить до антарктичної циркумполярної області антарктичної зони.